# Quatuor de saxophones Raschèr
Le Quatuor de saxophones Raschèr est un ensemble de musique chambre américain en effectif quatuor de saxophones fondé en 1969 par Sigurd Raschèr.

## Historique
Le Quatuor de saxophones Raschèr est un quatuor fondé en 1969 par le saxophoniste américain Sigurd Raschèr.
Son activité est prolongée par sa fille Carina.

## Membres
Les membres du Quatuor Raschèr sont ou ont été :
- saxophone soprano : Carina Raschèr (1969-2002), Christine Rall (depuis 2002) ;
- saxophone alto : Sigurd Raschèr (1969-1981), John-Edward Kelly (en) (1981-1991), Harry Kinross White (en) (1991-2001), Elliot Riley (depuis 2001) ;
- saxophone ténor : Bruce Weinberger (depuis 1969) ;
- saxophone baryton : Linda Bangs-Urban (en) (1969-1992), Kenneth Coon (depuis 1992).

## Créations
Le Quatuor de saxophones Raschèr est à l'origine de plus de 350 commandes et a créé de très nombreuses œuvres, de Jean-Louis Agobet (A shaped sharp pour quatuor de saxophones et orchestre, 2007), Luciano Berio, Günter Bialas (de), Theo Brandmüller (Chimères pour quatuor de saxophones, orchestre et bande, 1997), Chen Yi (en) (Ba Yin, pour quatuor de saxophones et orchestre de chambre, 2001), Ton De Leeuw, Franco Donatoni, Ivan Fedele (Magic, 1986), Elena Firsova (Far away, 1992), Bernd Franke (BlueGreen pour quatuor de saxophones et orchestre, 2004 ; On the Dignity of Man, pour quatuor de saxophones et chœur, 2005), Phil Glass, Sofia Goubaïdoulina (In anticipation pour quatuor de saxophones et six percussions, 1994 ; Verwandlung, 2004), Cristóbal Halffter (Concierto a cuatro, 1990), Roman Haubenstock-Ramati, Mauricio Kagel (Les Inventions d'Adolphe Sax, cantate, 2006), Tristan Keuris (en) (Concerto pour quatuor de saxophones, 1986), Giacomo Manzoni (To Planets and to Flowers pour quatuor de saxophones, 1989), Krzysztof Meyer (Quatuor pour 4 saxophones, 1988), Pehr Henrik Nordgren (Concerto pour quatuor de saxophones et orchestre à cordes, 2000), Krzysztof Penderecki (Quatuor pour saxophones, 1999), Alexander Raskatov (Ritual II pour quatuor de saxophones, percussions, piano et cordes, 2000), Erkki-Sven Tüür (Meditatio pour quatuor de saxophones et choeur, 2004), Charles Wuorinen et Iannis Xenakis, notamment.